# Ďačov
Ďačov je obec na Slovensku v okrese Sabinov, v blízkosti města Lipany. První písemná zmínka o obci pochází z roku 1338. Žije zde 727 obyvatel.

## Osobnosti
- Peter Krenický (* 1956), kněz